# 스프링 트레이닝

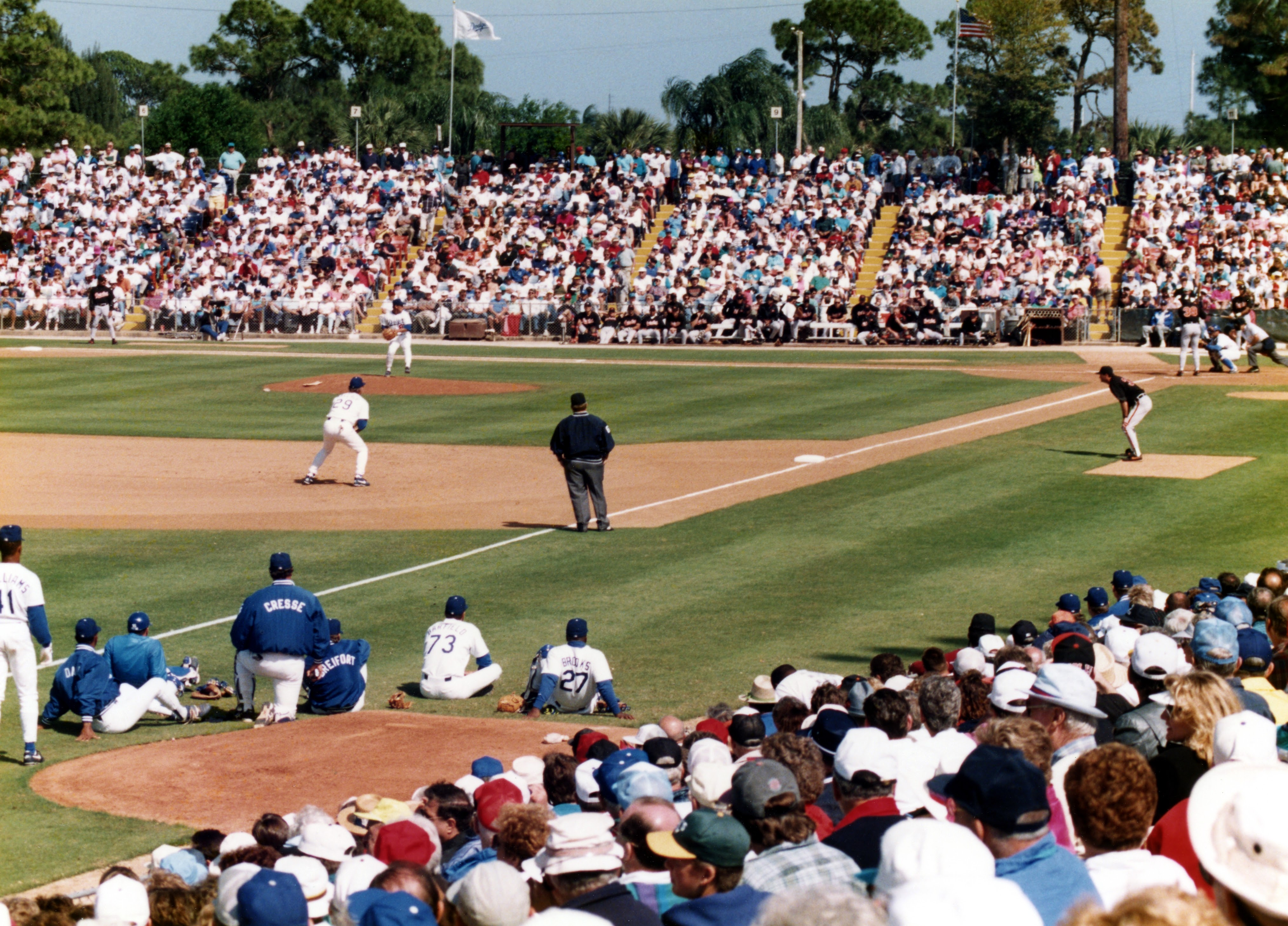
플로리다주 베로비치에 차려진 로스앤젤레스 다저스 캠프에서의 그레이프프루트 리그 경기.

메이저 리그 베이스볼에서 스프링 트레이닝(spring training)은 정규시즌 전에 훈련과 시범 경기 기간을 일컫는다.

## 스프링 트레이닝 리그별 팀들

### 그레이프푸르트 리그 (플로리다)
| 팀명                  | 홈 경기장                      | 비고          |
| --------------------- | ------------------------------ | ------------- |
| 애틀랜타 브레이브스   | 쿨 투데이 파크                 | 내셔널 리그   |
| 볼티모어 오리올스     | 에드 스미스 스타디움           | 아메리칸 리그 |
| 보스턴 레드삭스       | 제트블루 파크 앳 펜웨이 사우스 | 아메리칸 리그 |
| 디트로이트 타이거스   | 조커 머챈드 스타디움           | 아메리칸 리그 |
| 휴스턴 애스트로스     | 핏팀 볼파크 오브 더 팜비치스   | 아메리칸 리그 |
| 마이애미 말린스       | 로저 딘 스다티움               | 내셔널 리그   |
| 미네소타 트윈스       | 해먼드 스타디움                | 아메리칸 리그 |
| 뉴욕 메츠             | 트레디션 필드                  | 내셔널 리그   |
| 뉴욕 양키스           | 조지 M. 스타인브레너 필드      | 아메리칸 리그 |
| 필라델피아 필리스     | 브라이트 하우스 필드           | 내셔널 리그   |
| 피츠버그 파이리츠     | 매케츠니 필드                  | 내셔널 리그   |
| 세인트루이스 카디널스 | 로저 딘 스다티움               | 내셔널 리그   |
| 탬파베이 레이스       | 샬럿 스포츠 파크               | 아메리칸 리그 |
| 토론토 블루 제이스    | TD 볼파크                      | 아메리칸 리그 |
| 워싱턴 내셔널스       | 핏팀 볼파크 오브 더 팜비치스   | 내셔널 리그   |

### 캑터스 리그 (애리조나)
| 팀명                    | 홈 경기장                 | 비고          |
| ----------------------- | ------------------------- | ------------- |
| 애리조나 다이아몬드백스 | 솔트리버 필즈 앳 토킹스틱 | 내셔널 리그   |
| 시카고 컵스             | 슬로언 파크               | 내셔널 리그   |
| 시카고 화이트삭스       | 카멜백 랜치-글렌데일      | 아메리칸 리그 |
| 신시내티 레즈           | 굿이어 볼파크             | 내셔널 리그   |
| 클리블랜드 인디언스     | 굿이어 볼파크             | 아메리칸 리그 |
| 콜로라도 로키스         | 솔트리버 필즈 앳 토킹스틱 | 내셔널 리그   |
| 캔자스시티 로열스       | 서프라이즈 스타디움       | 아메리칸 리그 |
| 로스앤젤레스 에인절스   | 템피 디아블로 스타디움    | 아메리칸 리그 |
| 로스앤젤레스 다저스     | 카멜백 랜치-글렌데일      | 내셔널 리그   |
| 밀워키 브루어스         | 매리베일 베이스볼 파크    | 내셔널 리그   |
| 오클랜드 애슬레틱스     | 호호캄 스타디움           | 아메리칸 리그 |
| 샌디에이고 파드리스     | 피오리아 스포츠 컴플렉스  | 내셔널 리그   |
| 샌프란시스코 자이언츠   | 스코츠데일 스타디움       | 내셔널 리그   |
| 시애틀 매리너스         | 피오리아 스포츠 컴플렉스  | 아메리칸 리그 |
| 텍사스 레인저스         | 서프라이즈 스타디움       | 아메리칸 리그 |